# ハインリヒ・ヒトラー
ハインリヒ・"ハインツ"・ヒトラー（Heinrich "Heinz" Hitler, 1920年3月14日 - 1942年2月21日）は、ドイツの軍人。ナチス・ドイツの総統を務めたアドルフ・ヒトラーの甥で、アドルフの腹違いの兄弟であるアロイス・ヒトラー・ジュニアと彼の2人目の妻ヘートヴィヒ・ハイデマン（Hedwig Heidemann）の息子。

## 生涯
アドルフには何人かの甥がいたものの、そのほとんどとの関係は多かれ少なかれ緊張を孕んだものだった。しかし「お気に入りの甥」だったハインツは、レオ・ラウバル（アドルフの異母姉アンゲラの息子）と共に数少ない例外だった。
1933年、NSDAPによる権力掌握が完了し、13歳だったハインツは総統となった叔父アドルフに畏敬の念を抱くようになった。他の少なからぬ親族らと違い、ハインツは「総統の身内」という立場を利用したり、あるいは逆に「独裁者の身内」という立場への贖罪を試みたりすることはなかった。アドルフもハインツを自らの庇護下に置いて特別扱いすることを好まなかったため、彼が親族として受けた「配慮」は国家政治教育学校（ナポラ）への入学がほぼ唯一のものである。
ハインツは幼少期から軍人に憧れており、ナポラ卒業後は将校の道に進むことを望んでいたものの、アドルフは「ヒトラー」の名が他の将兵に無用の忖度をさせることを危惧してこれに反対していたという。しかし結局、1939年末にナポラを卒業したハインツは陸軍に入隊し、通信兵としてポツダムの第23砲兵連隊に配属された。1941年、バルバロッサ作戦に参加。実戦を経て、二級鉄十字章を受章し、軍曹（Unteroffizier）まで昇進したほか、士官学校への推薦候補にも名前が挙がっていた。
1942年1月10日、部隊の通信責任者だったハインツは放棄された陣地から無線設備を回収してくるようにと命令を受けたが、その最中に赤軍の奇襲を受けて捕虜となった。まもなくしてアドルフの親族だと明らかになった後、ハインツは悪名高いブティルカ監獄へと移送されることとなる。ソ連側はハインツが軍事的な価値のある情報を持っていないことに早い段階で気づいていたが、ヒトラー家やアドルフに関する情報を得られるものと考えて執拗な拷問を繰り返した。1942年2月21日、ハインリヒは拷問に耐えきれず死亡した。遺体がどこに埋葬されたかは不明。